# Frederik Jacobsen
Frederik Jacobsen (* 12. September 1876 in Kopenhagen, Dänemark; † 4. September 1922 ebenda) war ein dänischer Theater- und Stummfilm-Schauspieler sowie ein Drehbuchautor, einer der bekanntesten Leinwanddarsteller der 1910er und frühen 1920er Jahre.

## Leben und Wirken

### Am Theater
Frederik Jacobsen war der Sohn des Einzelhändlers Lorentz Henning Jacobsen und seiner Frau Anna Johanne, geborene Knudsen. Er erhielt wohl kurz vor der Jahrhundertwende seine künstlerische Ausbildung und spielte anschließend die unterschiedlichsten Rollen an Repertoirebühnen in der dänischen Provinz. Nach einer Stippvisite an Kopenhagens renommierten Det ny Teater, wo er jedoch nur unbedeutende Nebenrollen spielen durfte, ist Jacobsen ab 1903 mit seinem ersten bedeutenden Festengagement am Theater von Odense nachzuweisen. Eine weitere wichtige Bühnenverpflichtung führte ihn in der letzten Spielzeit vor Kriegsausbruch 1914 an das Alexandra Theater.

### Beim Film
Zu dieser Zeit (seit 1910) hatte sich der Kopenhagener Künstler längst als Star des neuen Mediums Film etabliert, wohin ihn ein Kontrakt mit der mächtigsten Filmproduktionsfirma seines Landes, der Nordisk Film, geführt hatte. Frederiksen verfasste mehrere Drehbücher und spielte in den kommenden zehn Jahren unter nahezu sämtlichen Topregisseuren seines Landes (darunter Urban Gad, August Blom, Robert Dinesen, Holger-Madsen und A. W. Sandberg) tragende Rollen in faktisch sämtlichen, zum großen Teil auch im kaiserlichen Deutschland angelaufenen Spitzenproduktionen der 1910er Jahre, zu Beginn auch Schurken wie den Mädchenhändlerchef in Die weiße Sklavin II.
Er war infolgedessen 1913 der Dr. Georg Rasmussen, Freund des Hauptdarstellers (Olaf Fönss), in der groß angelegten, nahezu zwei Stunden langen Hauptmann-Verfilmung Atlantis und Christines Vater, Violinist Weiring, in der zweiten ambitionierten Literaturverfilmung desselben Jahres, Liebelei nach der gleichnamigen Vorlage von Arthur Schnitzler. Im darauffolgenden Jahr konnte man ihn als Arzt Dr. Bresser in der friedensmahnenden Bertha-von-Suttner-Verfilmung Die Waffen nieder! sehen. Auch in den beiden wegweisenden dänischen Science-Fiction-Filmen jenes Jahrzehnts, Das jüngste Gericht und Das Himmelsschiff, wirkte Frederik Jacobsen mit. Seinen letzten wichtigen Auftritt absolvierte der Kopenhagener im letzten Kriegsjahr 1918 an der Seite Asta Nielsens in dem Drama Der Fackelträger, wo er mit dem Dompropst Cordes noch einmal eine männliche Hauptrolle erhielt. In den 1920er Jahren nahmen die Filmrollen-Angebote merklich ab.

### Privates
Frederik Jacobsen war seit dem 25. April 1908 mit der acht Jahre jüngeren Berufskollegin Tolva Nielsine Cecilie Hansen verheiratet, seine Tochter Aase Jacobsen wurde gleichfalls Schauspielerin. Er starb gut eine Woche vor seinem Geburtstag und wurde keine 46 Jahre alt.

## Filmografie
als Schauspieler, wenn nicht anders angegeben
- 1910: Die weiße Sklavin II (Den hvide slavehandels sidste offer)
- 1911: Versuchungen de Großstadt (Ved Fængslets Port)
- 1911: Der Rächer seiner Ehre (Det bødes der for)
- 1911: Dr. Gar el Hama
- 1911: Stadig uheldig (Drehbuch)
- 1911: Das gefährliche Alter (Den farlige Alder)
- 1911: Die Asphaltpflanze (Dyrekøbt Glimmer)
- 1911: Das Opfer des Mormonen (Mormonens offen)
- 1911: Enterbte des Glücks (Folkets Vilje)
- 1911: Dunkle Existenzen (Spaakonens Datter)
- 1912: Nina, die weiße Sklavin (Det berygtede hus / Den hvide slavehandel III / Pigehandleren Nina)
- 1912: Desdemona (For aabent Tæppe)
- 1912: Die Vampirtänzerin (Vampyrdanserinden)
- 1912: Wenn die Liebe stirbt (Kærlighed og Venskab)
- 1912: Ein verwegenes Spiel (Det farlige Spil)
- 1912: Herzensgold (Et Hjerte af Guld)
- 1912: Sträflinge Nr. 10 und Nr. 13 (Den Undvegne)
- 1912: Die drei Kameraden (De Tre Kammerater)
- 1912: Der schwarze Kanzler (Den sorte Kansler)
- 1912: Geheimnis der Mühle (Hvad Møllebranden afslørede)
- 1912: Die dritte Macht (Den tredie Magt)
- 1912: Die große Sensation (Mellem Storbyens Artister)
- 1913: Das Recht der Gattin (Hustruens Ret)
- 1913: Ein Teufelsweib (Djævelens Datter)
- 1913: Herzenhandel (Strejken paa den gamle Fabrik)
- 1913: Einer Mutter Geheimnis (Fødselsdagsgaven)
- 1913: Um einen hohen Preis (Højt Spil)
- 1913: Das Sägewerk (Under Savklingens Tænder)
- 1913: Der Pressepirat (Pressens Magt)
- 1913: Der Zufall des Glücks (Guldmønten)
- 1913: Seine schwierigste Rolle (Hans vanskeligste Rolle)
- 1913: Wenn die Not am größten ... (Hjælpen)
- 1913: Ein Abschied für ewig (En Fortid)
- 1913: Sünden unserer Zeit (Scenen og Livet)
- 1913: Die alte Bank (Under Mindernes Træ)
- 1913: Auktionsnummer 117 (Et Mandfolk til Auktion)
- 1913: Der Sohn des Feldwebels (Fader og Søn) (auch Drehbuch)
- 1913: Jakob ist großartig (Den tapre Jacob)
- 1913: Wenn Blütenträume reifen (Skæbnens Veje)
- 1913: Atlantis
- 1913: Liebelei (Elskovsleg)
- 1914: Aus Liebe (Af Elskovs Naade)
- 1914: Svindlere
- 1914: Stop Tyven
- 1914: Tante Rikke (Hægt mig i Ryggen)
- 1914: Der mysteriöse Fremde (Den mystiske Fremmede)
- 1914: Der Opiumtraum (Opiumsdrømmen)
- 1914: Ein Charakter (En karakter / Arbejdet adler)
- 1914: Die Waffen nieder! (Ned med Vaabnene!)
- 1914: Der Apostel der Armen (Evangeliemandens Liv)
- 1914: Die Schwerter heraus (Mit Fædreland, min Kærlighed)
- 1915: Zigøjnerblod
- 1915: I Farens Stund
- 1915: Lykkeligt Indbrud
- 1915: Die drei Schreine (Godsforvalteren)
- 1915: Den sidste Nat
- 1915: Um das Bild des Königs (Rytterstatuen)
- 1916: Das jüngste Gericht (Verdens Undergang)
- 1916: Spiritisten
- 1916: Weibchen (Guldets Gift)
- 1916: Störtebeck als Leuchtrakete (En munter Klinik)
- 1916: Der Tempelräuber (Livets Genvordigheder)
- 1916: Die Perle des Osires (Mumiens Halsbaand)
- 1916: Lykkedrømme
- 1916: Den frelsende Film
- 1916: Vater Sorge (Manden uden Smil)
- 1917: Dreikäsehoch (Diskenspringeren) (Drehbuch)
- 1917: Die Telephondame / Der unsichtbare Zeuge (Telefondamen)
- 1917: Pax aeterna (Den evige fred / Pax æterna)
- 1917: Prinzessin Herzleid (Hvor Sorgerne glemmes)
- 1917: Der Narr seiner Liebe (Pjerrot)
- 1917: Das Mädchen aus Palls / Die rote Nacht (Pigen fra Palls)
- 1918: Sokrates und der Fahrstuhl (Tøffelheltens Fødselsdag) (Co-Drehbuch)
- 1918: Kammerpigen
- 1918: Der grüne Käfer (Den grønne Bille)
- 1918: Das Klubmädchen / Das Röslein im Dornbusch (Pigen fra Klubben)
- 1918: Das Himmelsschiff (Himmelskibet)
- 1918: Söhne des Volkes (Folkets Ven)
- 1918: Die Lieblingsfrau des Maharadscha. Zweiter Teil (Maharadjaens Yndlingshustru II)
- 1918: Der Fackelträger (Mod lyset)
- 1919: Der Kriegsgewinnler (Krigsmillionæren)
- 1919: Der Sieg der Liebe / Flüchtlinge der Liebe (Kærlighed overvinder Alt)
- 1919: Der gefesselte Sieger (Hvorledes jeg kom til Filmen)
- 1919: Das Gaukelspiel des Glücks (Lykkens Blændværk)
- 1919: Das unheilige Feuer (Gillekop)
- 1919: Im Rausche der Macht, zwei Teile (Prometheus I-II)
- 1919: Wetterleuchten um Mitternacht (Kærlighedsvalsen)
- 1920: Blind Passager
- 1920: Die Liebe des Prinzen (Prinsens Kærlighed)
- 1920: Hans gode Genius (Co-Drehbuch)
- 1920: Die Tat des Andern / Waldräuber (Manden, der sejrede)
- 1920: Die Flucht vor dem Leben (Har jeg Ret til at tage mit eget Liv?)
- 1921: Zerrüttete Nerven (Nedbrudte Nerver)
- 1921–1922: Japhet, der sich einen Vater sucht, vier Teile (Jafet, der søger sig en Fader, I-IV)
- 1922: Der letzte Sprößling des Geschlechtes (Den sidste af Slægten)
- 1922: Freie Vögel (Frie Fugle)
- 1922: Des Landknechts letzte Liebe (Lasse Månsson fra Skaane)
- 1922: Madsalune, der Schmugglerfürst (Madsalune)